# Verein Oppelner Sportfreunde 1919
Verein Oppelner Sportfreunde 1919 was een Duitse voetbalclub uit Oppeln, dat tegenwoordig het Poolse Opole is.

## Geschiedenis
De club werd in 1919 opgericht en was aangesloten bij de Zuidoost-Duitse voetbalbond.
Na het einde van de Tweede Wereldoorlog moest Duitsland Silezië afstaan aan Polen. De Duitsers werden verdreven en de naam van Oppeln werd veranderd in Opole. Alle Duitse voetbalclubs in de streek werden ontbonden.
Sinds 2011 gebruikt de Duitse minderheid in de regio Opole de naam Oppelner Sportfreunde voor sportactiviteiten.